# (400213) 2007 BG78
(400213) 2007 BG78 es un asteroide perteneciente al cinturón de asteroides, descubierto el 24 de enero de 2007 por el equipo del Mount Lemmon Survey desde el Observatorio del Monte Lemmon, Arizona, Estados Unidos.

## Designación y nombre
Designado provisionalmente como 2007 BG78.

## Características orbitales
2007 BG78 está situado a una distancia media del Sol de 3,159 ua, pudiendo alejarse hasta 3,774 ua y acercarse hasta 2,544 ua. Su excentricidad es 0,194 y la inclinación orbital 16,62 grados. Emplea 2051,27 días en completar una órbita alrededor del Sol.

## Características físicas
La magnitud absoluta de 2007 BG78 es 15,8.